# Real Trópico
Club Real Trópico es un equipo Boliviano de fútbol de la ciudad de Entre Ríos, Cochabamba, pero tiene la intención de ser el principal representante futbolístico del Trópico de Cochabamba. El club juega de local en el Estadio Evo Morales de la localidad de Ivirgarzama.

## Palmarés

### Torneos nacionales
- Copa Bolivia de Ascenso (1): 2012